# Lupercales

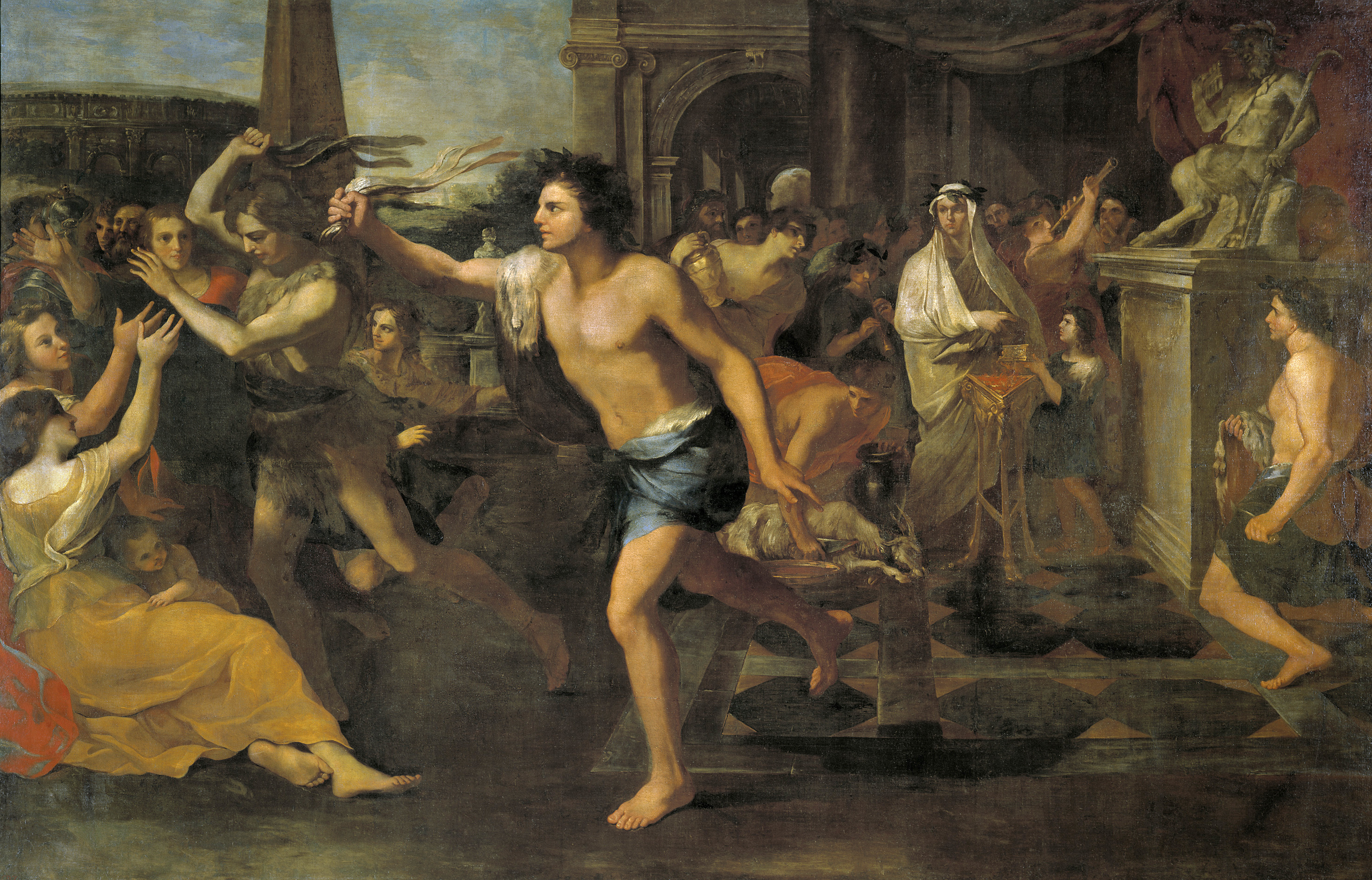
Fiestas lupercales, óleo sobre lienzo de Andrea Camassei. (1635).

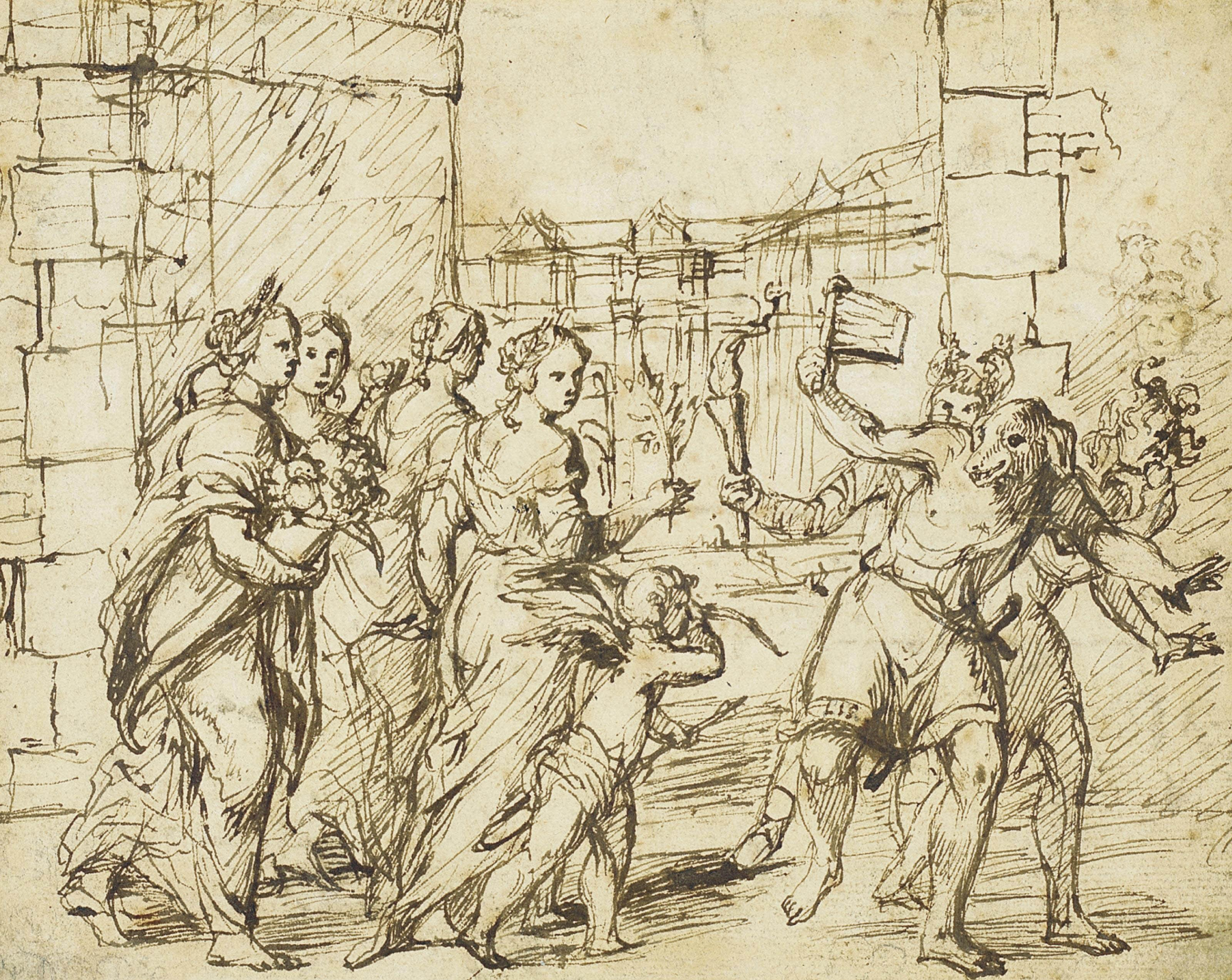
Círculo de Adam Elsheimerː Cupido y personificaciones de la fertilidad encuentran a los Luperci disfrazados de perros y de cabras.

En la Antigua Roma, las fiestas lupercales, también llamadas simplemente lupercales o incluso lupercalia (en latín: Lupercalia), se celebraban ante diem XV Kalendas Martias, lo que equivale al 15 de febrero. Su nombre deriva supuestamente de lupus, por el lobo, animal que representa al dios Fauno, que tomó el sobrenombre de Luperco y de hircus, por el macho cabrío, un animal impuro. 
Cada año se elegía de entre los miembros más ilustres de la ciudad a una congregación especial de sacerdotes, los Lupercos o Luperci o Sodales Luperci, es decir, "amigos del lobo". Debían ser en su origen adolescentes que durante el tiempo de su iniciación en la edad adulta sobrevivían de la caza y el merodeo en el bosque. Era por aquel entonces un tiempo sagrado y transitorio en que se comportaban como lobos humanos. Se reunían el 14 de febrero en la recién encontrada gruta, más tarde llamada Ruminal, en honor a Rómulo y Remo, del monte Palatino, la colina central en donde, según la tradición, se fundó Roma. Según la tradición, fue en este lugar donde Fauno Luperco, tomando la forma de una loba, Luperca, había amamantado a los gemelos Rómulo y Remo, y en cuyo honor se hacía la fiesta. También cuenta la tradición que allí había una higuera cuyas raíces habían detenido la cesta en cuyo interior se encontraban los gemelos Rómulo y Remo.
Bajo la sombra de esta venerable higuera, llamada Ruminalis, comenzaba la fiesta con una ceremonia oficiada por un sacerdote en la que se inmolaba una cabra. Después ese mismo sacerdote tocaba la frente de los luperci con el cuchillo teñido con la sangre del sacrificio y a continuación borraba la mancha con un mechón de lana impregnada en leche de cabra. Este era el momento en que los lupercos prorrumpían en una carcajada ritual. A continuación, se formaba una procesión con los lupercos desnudos que llevaban unas tiras o correas hechas con la piel de la cabra recién inmolada y con ellas azotaban manos y espaldas de las mujeres que encontraban en el camino dispuestas a ser parte de la ceremonia; era el ritual para la fecundidad. Se consideraba además que esto era un acto de purificación, la así denominada februatio.

## Recorrido

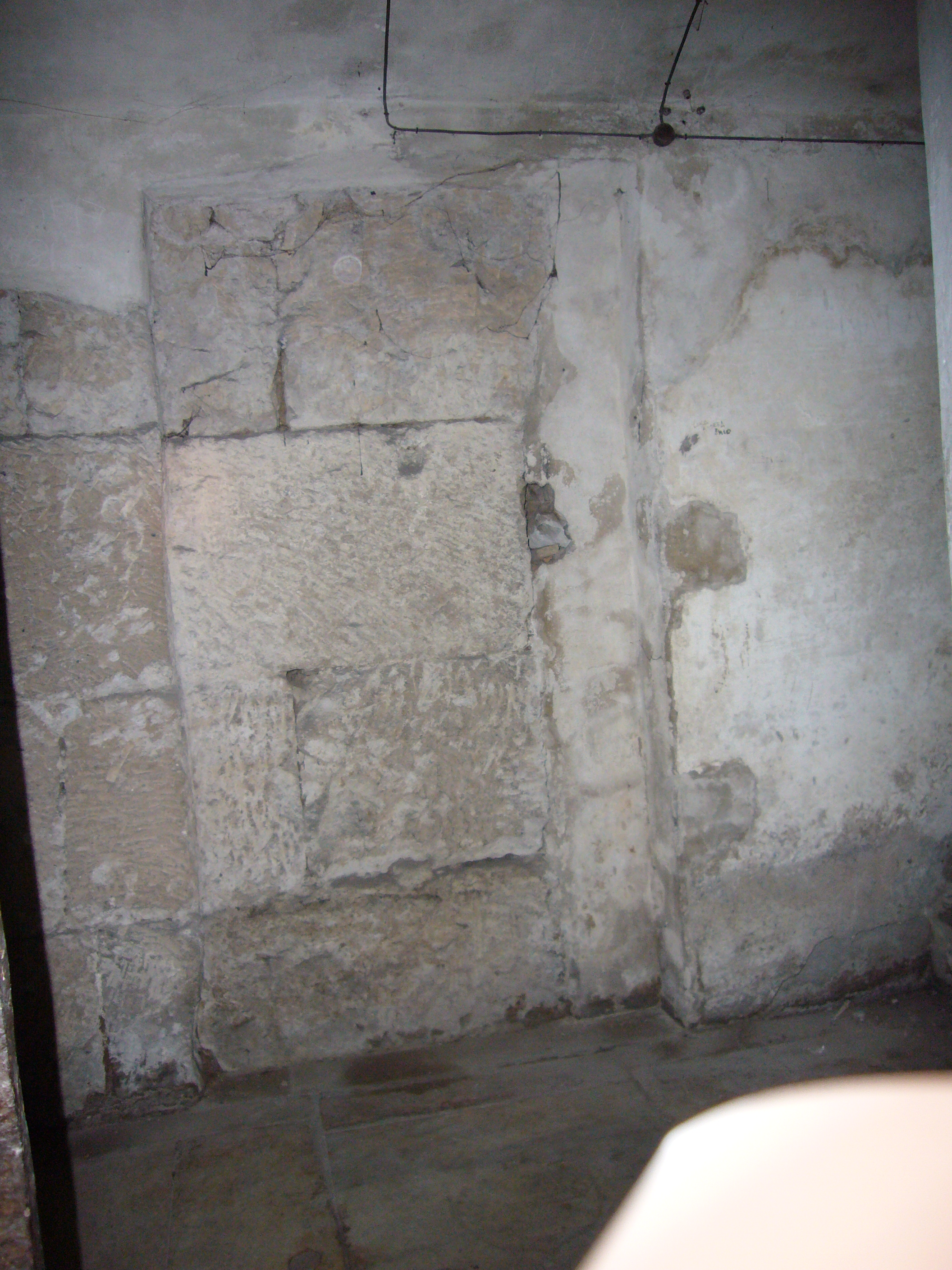
Restos del Ara Máxima de Hércules Invicto, en la Basílica de Santa María en Cosmedin.

Según un pasaje narrado por Tácito, el cortejo salía del Lupercal hacia el Foro Boario por el sur del Monte Palatino y llegaba al Ara Máxima de Hércules Invicto. Pasaban por el altar de Consus y el santuario de los Lares para terminar en el lugar de inicio. El recorrido no era un acto serio como lo había sido el comienzo de la ceremonia; los propios lupercales, animados por el público, convertían el paseo en una carnavalada cuyos gritos, cantos y bailes llegaban a ser obscenos.
Con el paso del tiempo, el papa Gelasio I prohibió y condenó, en el año 494, la celebración pagana de las lupercales. Quiso cristianizar esta festividad, y la sustituyó por la fiesta de la Purificación, que se celebraría el 2 de febrero, con la procesión de las candelas. Esta celebración se unió más tarde a la liturgia de la Presentación de Jesús, por la referencia que el anciano Simeón hace, en su canto, a Cristo como «luz de las naciones», asociada a los cirios, antorchas y candelas encendidas en las manos de los fieles. El 2 de febrero se cumplían cuarenta días desde que, en la época de san Ambrosio (Ambrosio de Milán), se fija el 25 de diciembre como fecha del nacimiento de Jesús, también para desterrar el festejo pagano del culto a Helios.

## Las lupercales a finales del imperio romano
Las lupercales aparecen marcadas en el cronógrafo del 354, junto con otros festivales tradicionales y cristianos. A pesar de la prohibición que se hizo, en el año 391, de todos los cultos y festivales no cristianos, el pueblo considerado cristiano celebraba las lupercales con regularidad durante el periodo del emperador Anastasio I. El papa Gelasio I (494-496), que afirmaba que únicamente la "vil chusma" participaba en el festival, intentó abolirla de manera contundente; el Senado protestó, con el argumento de que las lupercales eran fundamentales para la seguridad y el bienestar de Roma. Esto hizo que Gelasio sugiriera, con una actitud de desprecio, que "Si ustedes aseguran que este rito tiene beneficios para la salud, celébrenlo entonces ustedes a la manera de nuestros ancestros; corran desnudos, ustedes que pueden escenificar muy bien la farsa." Este comentario iba dirigido al senador Andrómaco, en una extensa epístola literaria de Gelasio que era prácticamente una diatriba en contra de las lupercales.
Los historiadores generalmente afirman que Gelasio finalmente abolió las lupercales, después de una larga disputa, reemplazándolas con la Fiesta de la Purificación de la Bendita Virgen María, aunque Jack B. Oruch, en cambio, dice que no hay registro escrito que demuestre que Gelasio haya intentado siquiera reemplazar las lupercales.
Algunos investigadores, como Kellog y Cox, han afirmado por separado que las costumbres modernas del Día de San Valentín tienen su origen en las costumbres de las lupercales. Otros autores han rechazado esta afirmación: dicen que no hay pruebas de que las costumbres de la era moderna del Día de San Valentín tienen su origen en las costumbres de las lupercales, y esta afirmación parece tener su origen en conceptos erróneos o ideas falsas acerca de las festividades.

## En el arte

### En la literatura

César rechaza (44 A. C.) la diadema que le ofrece Marco Antonio durante las Lupercales.

- El poema número 18 del libro III de las Odas (Carmina) del poeta lírico y satírico latino Horacio (Quinto Horacio Flaco), describe las Lupercalia y es un himno al fauno. El autor le pide al fauno que bendiga su ganado y sus campos pues, cuando el fauno está cerca, todo el campo se alegra.

- En la tragedia Julio César, William Shakespeare comienza hablando de las lupercales. Marco Antonio, jefe de los lupercos, llamados julianos, una tercera orden, creada por César, recibe de éste la instrucción de tocar durante las lupercales a su cuarta esposa, Calpurnia, con la esperanza de que pueda concebir. Enseguida, el fragmento correspondiente, en la escena segunda del acto I:

CÉSAR. — ¡Calpurnia!

CASCA. — ¡Silencio, oh! César habla.
(Cesa la música.)
CESAR. — ¡Calpurnia!
CALPURNIA. — Aquí me tenéis, señor.
CÉSAR. — Colocaos en la dirección del paso de Antonio cuando emprenda su carrera. ¡Antonio!
ANTONIO. — ¡César, señor!
CÉSAR. — No olvidéis en la rapidez de vuestra carrera, Antonio, de tocar a Calpurnia, pues, al decir de nuestros antepasados, la infecunda, tocada en esta santa carrera, se libra de la maldición de su esterilidad.
ANTONIO. — Lo tendré presente. Cuando César dice: «Haz esto», se hace.

CÉSAR. — Proseguid, y no olvidéis ninguna ceremonia.

Más adelante, después del asesinato de César, Marco Antonio ofrece su discurso funerario. En seguida, el texto de la escena segunda del acto III (línea 74), donde explica cómo, en las lupercales, ofreció tres veces a César la corona:

ANTONIO:
Todos visteis que en las Lupercales le presenté tres veces una corona real, y la rechazó tres veces. ¿Era esto ambición?

## Legado
La Oda III, 18 de Horacio alude a la Lupercalia. El festival o sus rituales asociados dieron su nombre al mes romano de febrero (mensis Februarius) y de allí al mes moderno. El dios romano Februus personificaba tanto el mes como la purificación, pero parece ser posterior a ambos. 
William Shakespeare la obra de teatro "Julio César" comienza durante la Lupercalia. Marco Antonio es instruido por César para golpear a su esposa Calpurnia, con la esperanza de que ella pueda concebir.
La investigación publicada en 2019 sugiere que la palabra Leprechaun deriva de "Lupercus".
En la segunda temporada de la serie Netflix Las escalofriantes aventuras de Sabrina, las brujas celebran la Lupercalia.